# Davelský vulkanický komplex
Davelský vulkanický komplex je souborem vulkanických, subvulkanických a plutonických hornin vzniklých ve vulkanickém oblouku, který byl aktivní v závěru neoproterozoika (starohor). Nachází se na východním okraji tepelsko-barrandienské oblasti ve středních a jihozápadních Čechách. 

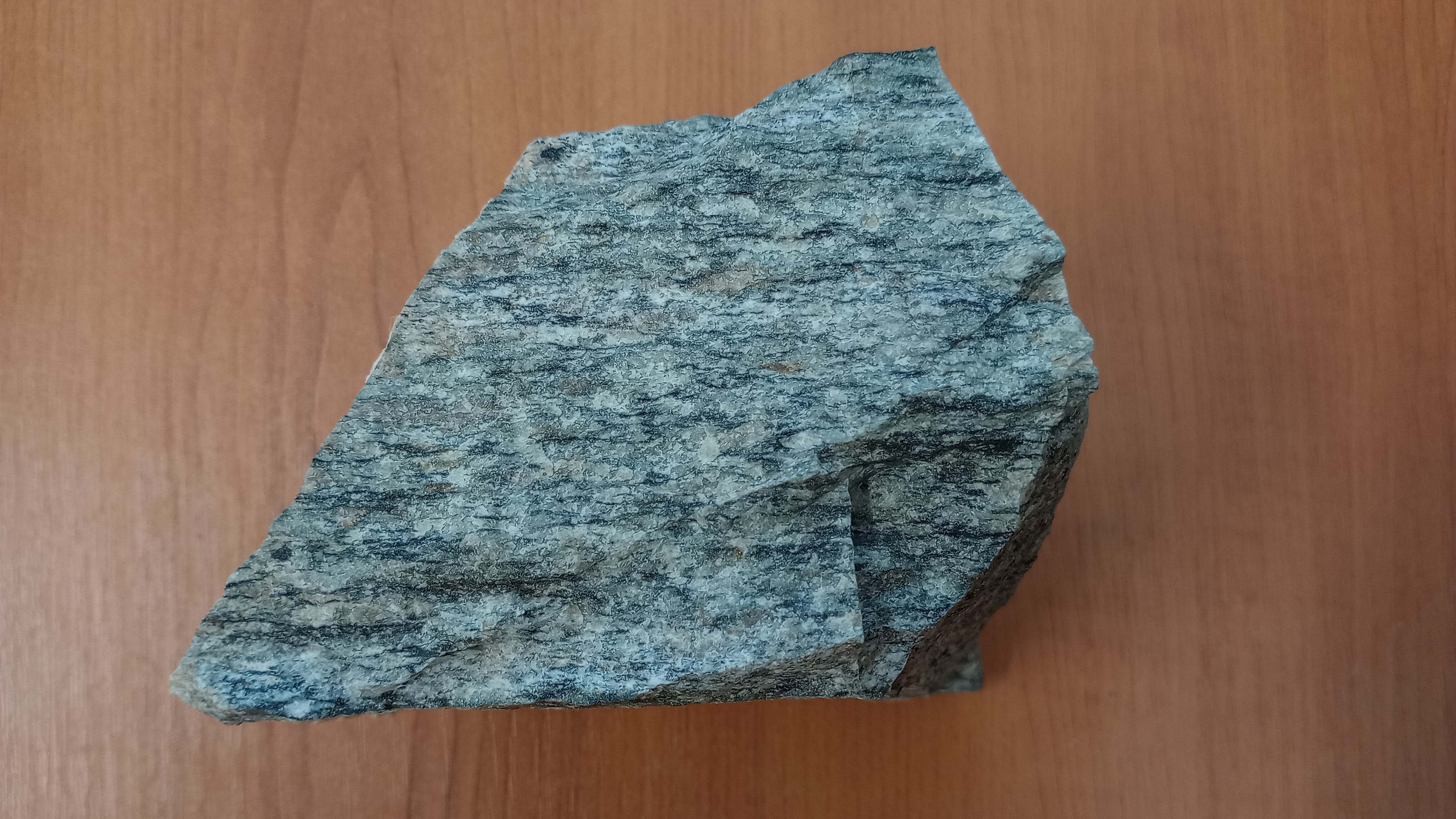
ortorula

## Územní rozsah
Nachází se v několika velkých antiklinálních strukturách ve středních a jihozápadních čechách, přibližně mezi Prahou a Mirovicemi. Toto antiklinály nesou názvy podle místních obcí: Zbraslav, Bojov, Kozí Hory aj. Nejvýznamnější a nejrozsáhlejší z nich je tzv. jílovské pásmo táhnoucí se od Jílového u Prahy k Mirovicím. Významné lokality davelského vulkanického komplexu jsou například lom Zbraslav, jílovský rudní revír, svatojánské proudy, či okolí orlické přehrady.

## Geologický vývoj
Geologický vývoj davelského vulkanického komplexu můžeme rozdělit do tří + jedné etap:

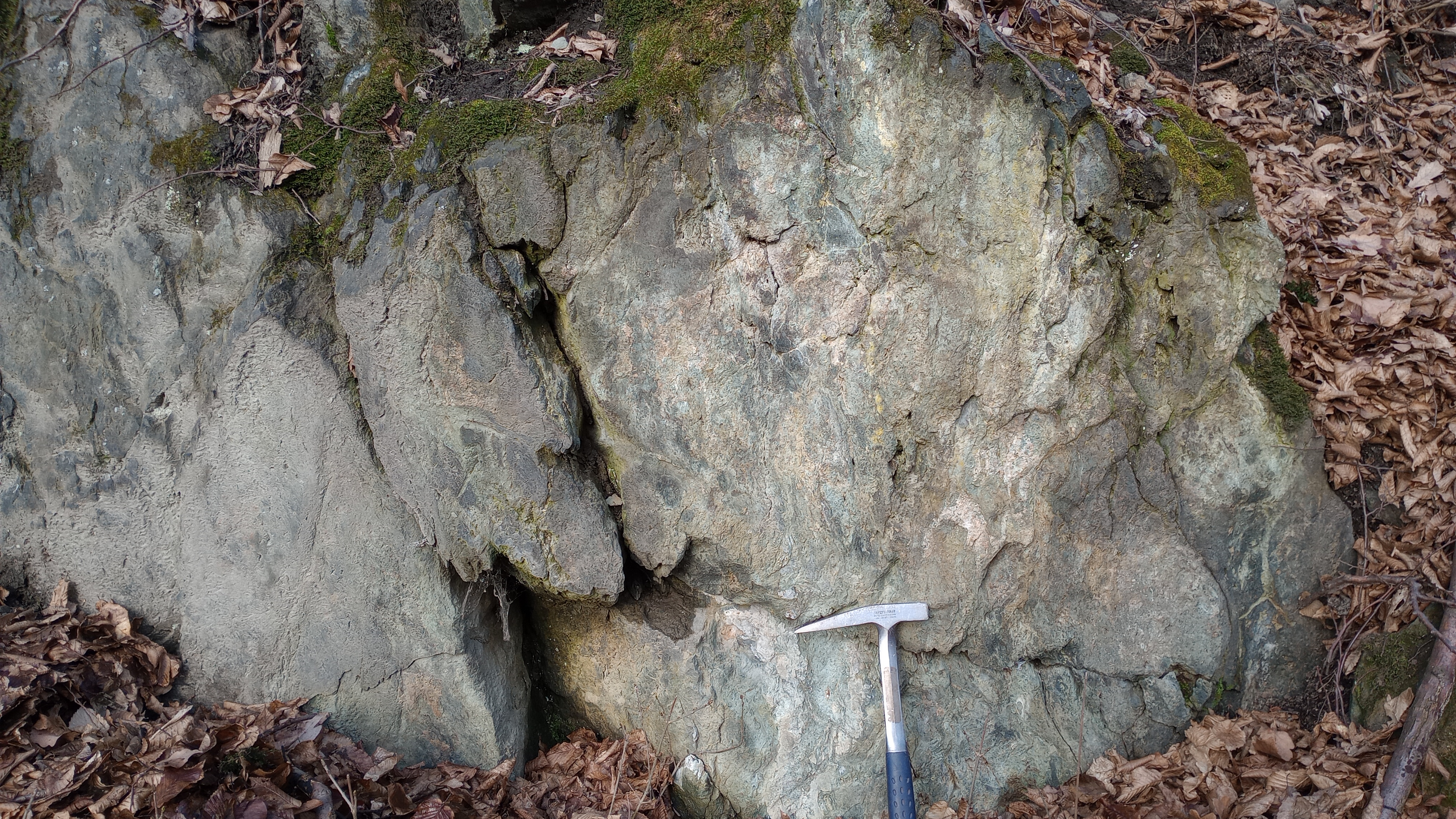
polštářová struktura v mírně přeměněném andezitu

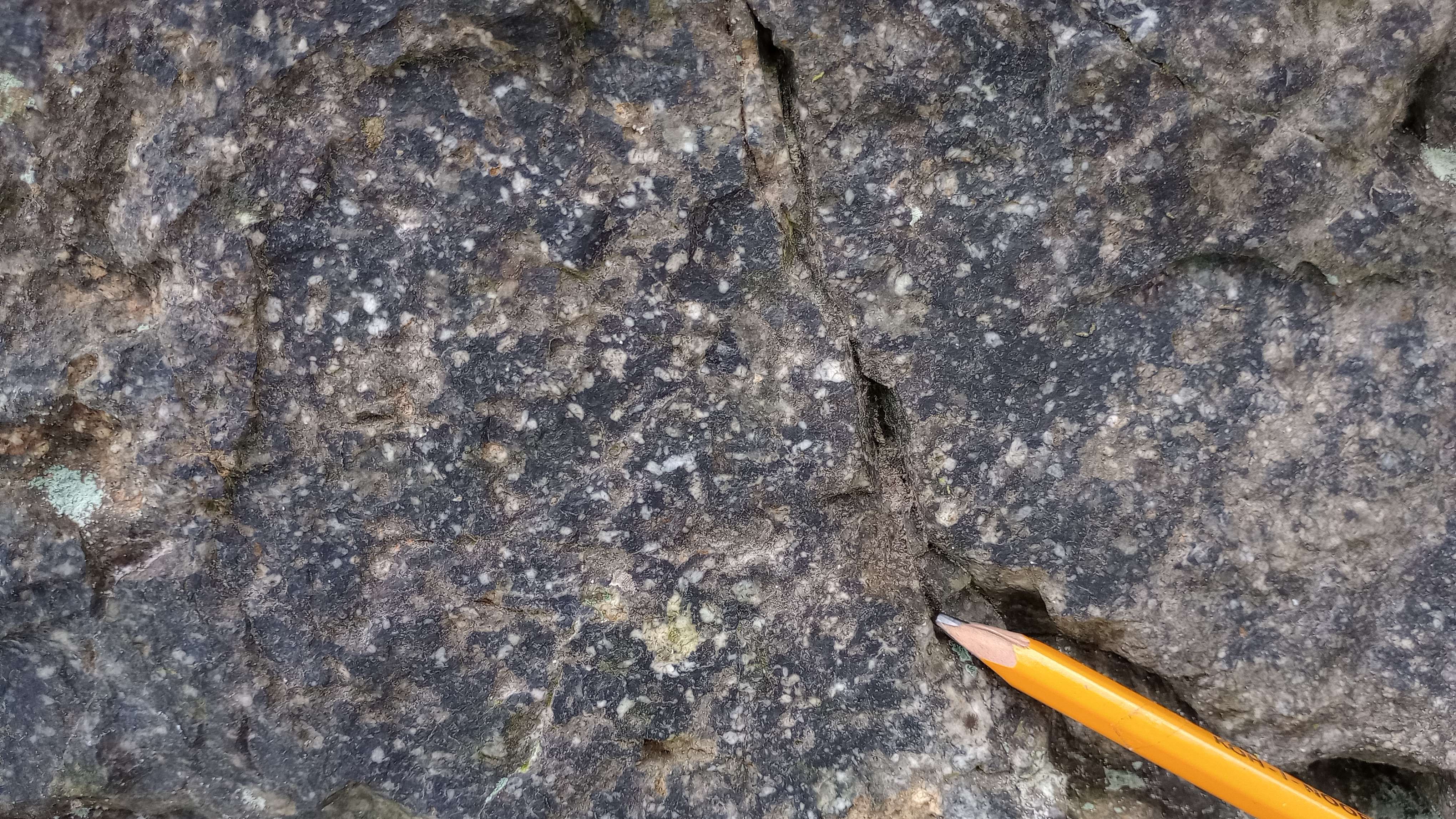
porfyrická textura ryolitu s vyrostlicemi živce a křemene

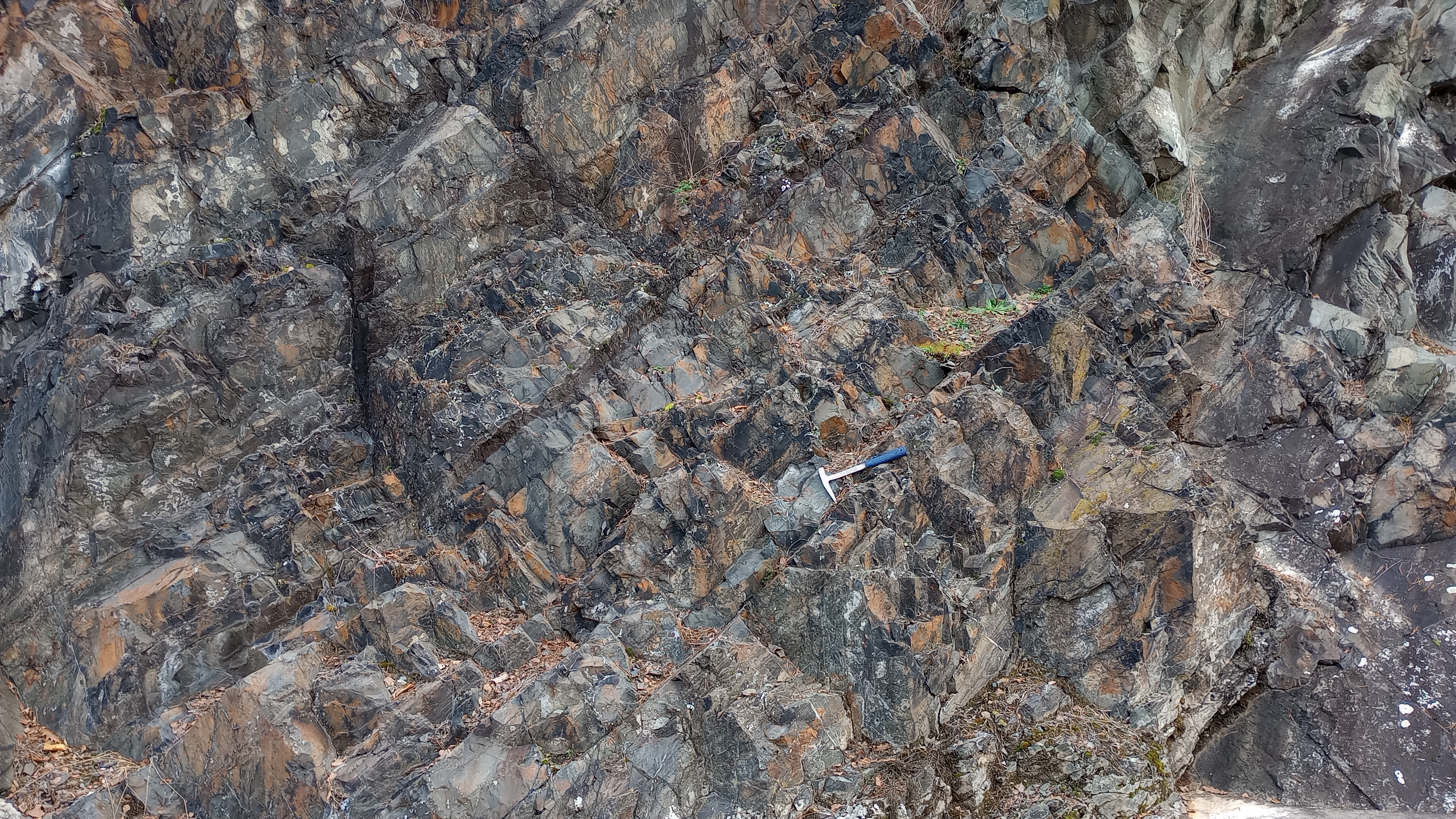
nakloněné a intenzivně rozpraskané vrstvy páskovaného tufu

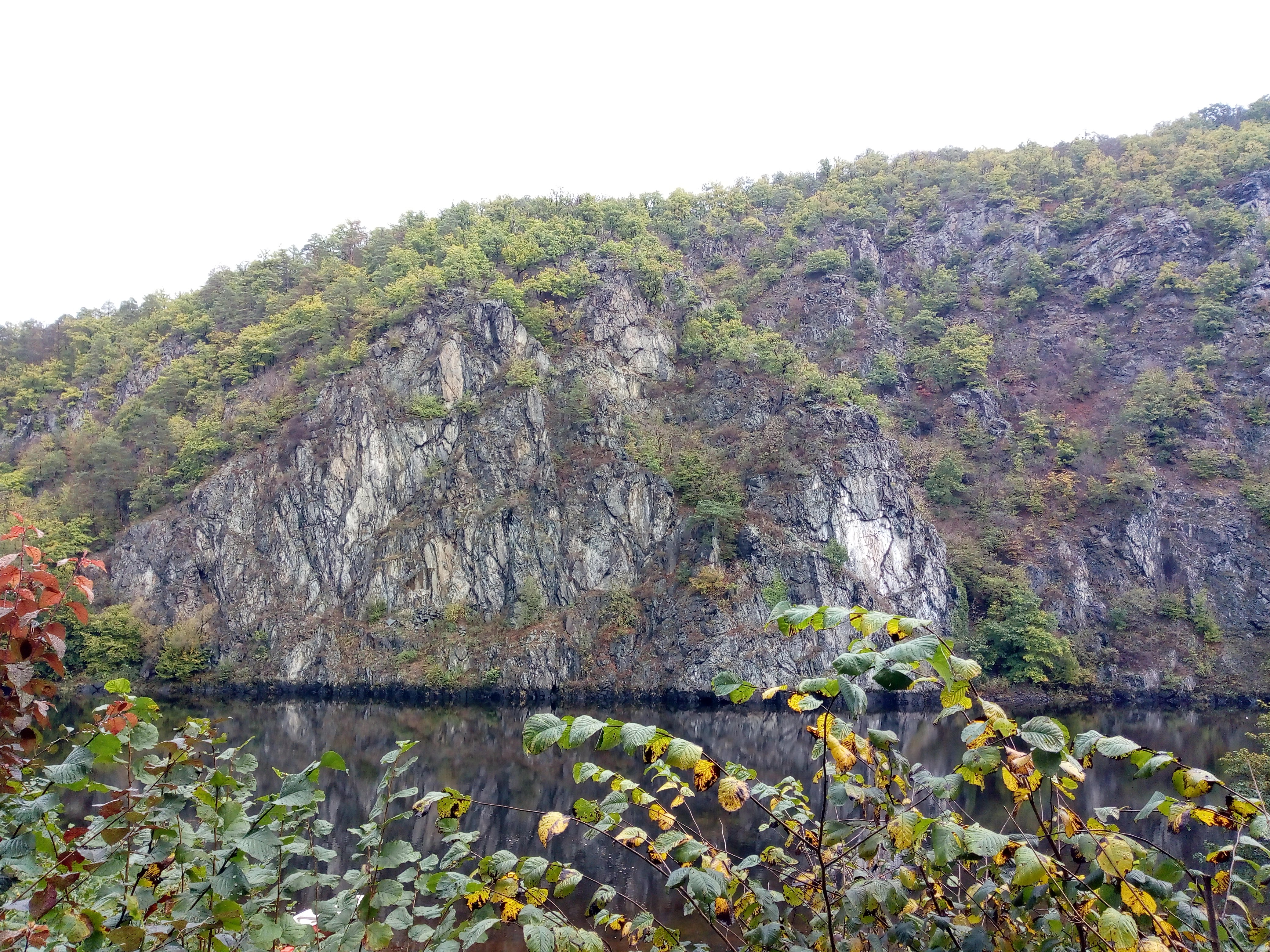
trondhjemitová skála čnící nad Vltavou

1. Etapa hlavní vulkanické činnosti. Horniny této etapy tvoří gro celého komplexu. Jsou to vulkanické horniny andezitového, dacitového a ryolitového složení spolu s jejich vulkanoklastickými ekvivalenty. Dále máme z této etapy zachované ortoruly (přeměněný granodiorit, tonalit či trondhjemit), které se podařilo datovat radiometrickou metodou U-Pb na zirkonech na ca. 590-600 milionů let[1]. Díky datování podložních a nadložních sedimentů a jednoho ryolitového tufu odhadujeme, že celá tato etapa mohla probíhat mezi 610 a 570 miliony let[3][4]. Geochemická signatura spolu s terénními souvislostmi a petrografickými údaji těchto hornin svědčí o jejich vzniku v kontinentálním ostrovním oblouku.Tato etapa vývoje by se dala označit za davelský vulkanický komplex sensu stricto. V následujících etapách totiž již nenacházíme vulkanické, nýbrž vulkanoklastické, sedimentární a subvulkanické horniny.
2. Etapa doznívání a vyhasnutí oblouku. Zde dochází k ukončení vulkanické činnosti přímo v davelském komplexu, ale pokračuje přínos vulkanického materiálu (tufů) odjinud, patrně z nezachované navazující části vulkanického oblouku[1]. Tyto vrstvy páskovaného tufu (ca. 10 - 350 m mocné) jsou překryty černými břidlicemi lečických vrstev. V této době docházelo k velkým pohybům mořské hladiny (patrně v důsledku globálního či jiného velkého zalednění) a vzniku anoxických podmínek, díky nimž se ve vrstvách zachovala organická hmota zbarvující horninu do černa[4]. Lečické vrstvy jsou dále překryty sedimenty štěchovické skupiny, což jsou různě se střídající jílovce, prachovce, droby i s lokálními čočkami slepenců, které vznikly ukládáním turbiditních proudů. Tato etapa probíhala před přibližně 580 - 560 miliony let[3].
3. Etapa intruze juvenilních magmat. Po vyhasnutí sopek a překrytí sedimenty turbiditních proudů dochází k obnovení magmatické činnosti v této oblasti a intruzi trondhjemitových magmat. Bohužel jejich přesné stáří se doposud nepodařilo stanovit, takže se můžeme jen domnívat, zda vznikly hned po (nebo během) ukládání sedimentů štěchovické skupiny, či někdy později. Nejnovější odhad je 570 - 500 milionů let zpět[1]. Tyto horniny i přes vysoký podíl SiO2 nesou geochemickou signaturu svrchního pláště, proto patrně vznikaly při extenzi původního vulkanického oblouku[1].
4. Poslední etapou vývoje je přeměna celého komplexu o mnoho milionů let později při variském vrásnění. Původní magmatické a sedimentární horniny byly tehdy kvůli působení velkých teplot a tlaků různou měrou přeměněny a zvrásněny. Míra přeměny stoupá k jihu a východu od téměř nepřeměněných hornin v okolí Zbraslavi a Davle k výrazně přeměněným horninám v amfibolitové facii v okolí Solenic[1].

## Horninové složení
Davelský vulkanický komplex sensu stricto (první etapa vývoje) je tvořen nepřeměněnými až středně přeměněnými povrchovými i hlubinnými vyvřelými horninami. Jsou to andezit, metaandezit, dacit, metadacit, ryolit, metaryolit, jejich vulkanoklastické ekvivalenty a ortoruly původně granodioritového, tonalitového či trondhjemitového složení. Zatímco vulkanické a vulknoklastické horniny se nachází ve všech oblastech odkryvu komplexu, ortoruly se nachází pouze v jižní části jílovského pásma.
Do davelského vulkanického komplexu se také tradičně řadí svrchní páskované tufy, ačkoliv vývojově patří spíše již k lečickým vrstvám a štěchovické skupině, které jsou považovány za samostatné geologické formace navazující na davelský vulkanický komplex.
Dále se k němu řadí těleso trondhjemitu nacházející se v severní části jílovského pásma, ačkoliv má patrně odlišné stáří a vývoj.